# Aleksander Farnese (książę Parmy)
Aleksander Farnese, wł. Alessandro Farnese (ur. 27 sierpnia 1545 w Rzymie; zm. 3 grudnia 1592 w Arras) – namiestnik Niderlandów (1578 – 1592) z ramienia króla Hiszpanii – Filipa II, oraz dziedziczny książę Parmy i Piacenzy i książę Castro (1586 – 1592). Głównie dzięki jego rządom Habsburgom udało się utrzymać kontrolę nad południową częścią zbuntowanych prowincji niderlandzkich (obecna Belgia). 

## Młodość
Ród kondotierów, z którego wywodził się Aleksander Farnese, zyskał znaczenie w XV w., dzięki służbie dla papieży oraz korzystnie zawieranym małżeństwom. Jeden z członków rodziny Farnese został nawet papieżem w 1534 r. (przyjął imię Pawła III). Za jego sprawą posiadłości papieskie obejmujące Parmę i Piacenzę zostały przekształcone w księstwo a następnie objęte przez nieślubnego syna Pawła III – Piotra Alojzego (wł. Pier Luigi). Dziedzic Piotra Alojzego – Ottavio poślubił Małgorzatę – nieślubną córkę cesarza Karola V. Z tego związku urodziły się bliźnięta, z których przeżył tylko Aleksander.
Pochodzenie ze strony matki oraz spory jego ojca z cesarzem miały duży wpływ na dalsze losy przyszłego księcia. Jeszcze będąc dzieckiem został wysłany na dwór króla Filipa II, co miało stanowić formę gwarancji lojalności rodu Farnese dla Habsburgów. W latach 1556–1559 młody Aleksander towarzyszył Filipowi podczas jego pobytu w Brukseli. W 1559 r. przybył do Madrytu i stał się zaufanym rodziny królewskiej. W 1565 powrócił do Niderlandów, gdzie jego matka pełniła funkcję rządcy przez sześć lat. W tym samym roku, w wieku 20 lat, poślubił siedem lat od siebie starszą infantkę portugalską – Marię, córkę księcia Edwarda – po długich negocjacjach przedmałżeńskich. Związek ten nie należał do najszczęśliwszych, ponieważ Aleksandra interesowały głównie polowania i wyprawy wojenne. Mimo to małżeństwu urodziło się troje dzieci:
- Małgorzata (1567-1643), przyszła żona księcia Mantui Wincentego I,
- Ranuccio I (1569-1622), kolejny książę Parmy i Piacenzy,
- Edward (1573-1626), kardynał.

W 1571 r. Aleksander jako podkomendny Don Juana de Austria wziął udział w zwycięskiej bitwie z Turkami pod Lepanto. W następnym roku niechętnie powrócił do Parmy. W 1577 znowu wyjechał do Niderlandów, aby wziąć udział w tłumieniu powstania protestantów. W 1578 r. wyróżnił się w bitwie pod Gembloux.

## Rządca Niderlandów
Dotychczasowy przywódca sił hiszpańskich walczących z protestanckimi powstańcami w Niderlandach – Don Juan de Austria – zmarł w październiku 1578 r. Na jego miejsce Filip II powołał Aleksandra Farnese. W przeciwieństwie do swojego poprzednika, którego rządy cechowały się brutalnością i okrucieństwem, nowy regent starał się łagodzić konflikty i wystrzegał się fanatyzmu w kontaktach z rebeliantami.
Swoje rządy rozpoczął od negocjacji i prób pojednania z prowincjami niderlandzkimi, w których katolicy stanowili większość. Jednocześnie kontynuował walkę z prowincjami protestanckimi (tzw. Unia Utrechcka), którym przewodził Wilhelm Orański. Mimo złego stanu zdrowia po długim oblężeniu udało mu się zdobyć w czerwcu 1579 Maastricht. Tymczasem negocjacje z południowymi prowincjami przyniosły efekt w postaci traktatu z Arras (maj 1579 r.), dzięki któremu udało się przywrócić spokój w tej części kraju. Porozumienie wymagało pewnych ustępstw po stronie hiszpańskiej, m.in. usunięcia wojsk najemnych.
Po Traktacie z Arras Farnese miał do dyspozycji jedynie 15 tys. słabo wyszkolonych żołnierzy. Mimo tak niewielkich sił udawało mu się zdobywać kolejne dobrze ufortyfikowane twierdze, nie bez znaczenia były także łagodne warunki traktowania oferowane pokonanym. W 1581 opanowane zostało Tournai. Jednak po dwóch latach walk jego oddziały były na skraju wyczerpania. Z opresji uratowało go przysłanie z Hiszpanii dodatkowych posiłków. Nowe siły umożliwiły mu przejście w 1582 r. do ofensywy, w której uczestniczyła armia licząca 60 tys. ludzi. W połowie 1583 r. po opanowaniu Diest i Westerlo wojska hiszpańskie zagroziły komunikacji pomiędzy Antwerpią i Brukselą. Kolejno padały miasta na wybrzeżu, co było częścią planu Farnesego zmierzającego do otoczenia ziem opanowanych przez powstańców. Ważnym momentem było zdobyci Zutphen. Na początku 1584 Antwerpia została odcięta od połączenia morskiego. Kolejno poddały się Ypres i Brugia.
Po tych sukcesach Farnese rozwinął oblężenie Antwerpii. Hiszpanie w celu odizolowania miasta wznieśli liczne umocnienia dookoła miasta oraz most pontonowy na rzece Scheldt, które skutecznie uniemożliwiały opuszczenie miasta jakimkolwiek oddziałom. 17 sierpnia 1585 r., po 13 miesiącach oblężenia, Antwerpia ostatecznie padła. W tym momencie Farnese był u szczytu powodzenia. Oprócz zdobycia Antwerpii i stworzenia linii obronnej chroniącej katolicką część Niderlandów kolejną pomyślną dla Hiszpanii okolicznością było zamordowanie przywódcy Zjednoczonych Prowincji Niderlandzkich – Wilhelma Orańskiego, który był równie utalentowanym dowódcą co Farnese.
W 1586 r. po śmierci ojca Aleksander został księciem Parmy i Piacenzy, jednakże nigdy nie wrócił do ojczyzny. W czasie elekcji 1587 roku był kandydatem do tronu Rzeczypospolitej.

## Schyłek życia
Farnese planował kontynuowanie operacji wojskowych zmierzających do pokonania północnych prowincji niderlandzkich. Na przeszkodzie ich realizacji stanęła jednak inwazja na Anglię, która była priorytetem Filipa II. Farnese otrzymał rozkaz koncentracji swoich oddziałów nad brzegami kanału La Manche, desant nie doszedł jednak ostatecznie do skutku z uwagi na doszczętne zniszczenie Wielkiej Armady w 1588 r.. Za jej klęskę niesłusznie obwiniano w Hiszpanii również Farnesego, co spowodowało spadek jego popularności w otoczeniu króla Hiszpanii.
Przytłoczony tymi trudnościami Farnese podupadł na zdrowiu i udał się „do wód” w Spa. Jego zastępcy musieli sobie w tym czasie radzić z odbudowanymi i rosnącymi siłami rebelianckimi, którym przewodził teraz Maurycy Orański. Zamiast stawiać czoła temu zagrożeniu Farnese z polecenia króla udał się do Francji, gdzie po zabójstwie Henryka III w sierpniu 1589 r. wspierał opozycję katolicką wobec króla Henryka IV. W 1590 r. wojska hiszpańskie oswobodziły Paryż. 20 kwietnia 1592 r. podczas zdobywania Rouen Farnese został ranny w rękę; dowództwo po nim przejął jego syn Ranuccio. Po powrocie do Flandrii został odwołany ze stanowiska rządcy z poduszczenia zazdrosnych o jego sukcesy dworzan Filipa II. Wyczerpany przez chorobę umarł w Arras w wieku 47 lat.
Nie ulega wątpliwości, że Aleksander Farnese był jednym z najwybitniejszych dowódców hiszpańskich – w swojej osobie łączył zarówno talenty dyplomatyczne jak i wojskowe. Jego największym osiągnięciem było utrzymanie hiszpańskiego panowania nad południową częścią zbuntowanych Niderlandów i utrzymanie tam katolicyzmu.